# SC Jauer
Der Sport-Club Jauer war ein deutscher Sportverein aus der niederschlesischen Stadt Jauer (heute Jawor, Polen). 

## Geschichte
Der 1920 im „Striegauer Hof“ gegründete Verein spielte ab der Saison 1921/22 in der Bezirksliga Niederschlesien, eine von damals fünf erstklassigen Ligen des südostdeutschen Fußball-Verbandes. In der Saison 1923/24 qualifizierte sich Jauer als Niederschlesischer Meister für die Endrunde um die südostdeutsche Meisterschaft und belegte dort in einer Fünfergruppe den dritten Platz hinter dem Meister Vereinigte Breslauer Sportfreunde und Viktoria Forst.
Im Zuge der Gleichschaltung wurde der Südostdeutscher Fußball-Verband wenige Monate nach der Machtübernahme der Nationalsozialisten im Jahre 1933 aufgelöst. An dessen Stelle trat die Gauliga Schlesien. Jauer konnte sich für diese jedoch nicht qualifizieren und spielte fortan in der zweitklassigen Bezirksliga Niederschlesien. Zur Saison 1943/44 wurden sämtliche unterklassigen Ligen aufgelöst und alle noch spielfähigen Mannschaften der Gauliga Niederschlesien zugeordnet, so auch der SC Jauer. In dieser Saison spielte der Verein in der Gruppe Liegnitz und wurde dort Dritter von sechs Mannschaften. Ein Spielbetrieb in der Saison 1944/45 ist nicht überliefert. Mit der Eroberung der Gebiete Anfang 1945 durch die Rote Armee erlosch der Verein. 

## Erfolge
- Niederschlesischer Meister und Teilnehmer an der Südostendrunde: 1923/24
- Niederschlesischer Vizemeister und Teilnahme an der Südostendrunde: 1932/33